# Public Flipper Limited-Live 1980–1985
Public Flipper Limited-Live 1980–1985 – trzecia płyta zespołu Flipper wydana w 1985 roku przez firmę Subterranean Records.

## Lista utworów
1. „New Rules No Rules”
2. „Hard Cold World”
3. „I’m Fighting”
4. „The Game’s Got a Price”
5. „Love Canal”
6. „Oh-Oh-Ay-Oh”
7. „We Don’t Understand”
8. „I Can’t Be Drunk”
9. „Sex Bomb”
10. „Brainwash”
11. „Shine”
12. „Southern California”
13. „Life”
14. „The Wheel”
15. „Flipper Blues”

## Muzycy
- Bruce Loose – wokal
- Ted Falconi – gitara
- Will Shatter – gitara basowa, wokal
- Steve DePace – perkusja